# Дос Сантос, Ванда
Ванда дос Сантос (порт. Wanda dos Santos; 1 июня 1932, Сан-Паулу — 30 июня 2025, Сан-Паулу) — бразилильская легкоатлетка, специализировавшаяся на беге с барьерами и в прыжках в длину. Представительница Бразилии на двух летних Олимпийских играх в 1952 и 1960 годах.

## Карьера
Она начала заниматься лёгкой атлетикой в 1943 году в клубе «Ипиранга». С 1947 года она тренировалась под руководством немецкого специалиста Дитриха Хернера, который был также наставником Адемара.
Она представляла Бразилию на Олимпийских играх 1952 года в Хельсинки и 1960 года в Риме. На Играх в Финляндии, по словам спортсменки, ей пришлось столкнуться с рядом предубеждений по причине цвета кожи, когда другие участницы соревнований отказывались стоять рядом с Вандой или прикасаться к ней. Дос Сантос стала всего лишь второй чернокожей спортсменкой из Бразилии, участвовавшей в Олимпиаде, первой была спринтер Мелания Луз.
В общей сложности она выиграла четыре индивидуальных медали на Панамериканских играх.
По окончании спортивной карьеры многие годы работала учителем физкультуры в начальной школе и тренером.
Умерла 30 июня 2025 года в возрасте 93 лет.